# Long Gone Days
Long Gone Days Es un Videojuego de rol distópico que fue lanzado para Windows, OSX y Linux, fue desarrollado por BURA. El demo fue escrito, desarrollado e ilustrado por Camila Gormaz. En él se muestra la primera hora de juego, fue lanzado el 13 de mayo del 2016. El juego fue lanzado el 28 de marzo de 2018 en acceso anticipado.
En Long Gone Days, el jugador controla a Rourke, un soldado de un país clandestino no reconocido llamado "El Núcleo", luego de haber sido enviado a una misión en Kaliningrado, Rusia. Después de descubrir la verdad sobre la operación de la que formaba parte, decide desertar y encontrar la forma de evitar la próxima guerra que su patria quiere provocar.
El demo recibió críticas en su mayoría positivas, alabando su escritura y arte. Los revisores disfrutaron especialmente el uso de un sistema de Moral para motivar a otros miembros del partido, y los temas de actualidad cubiertos por la trama

## Argumento
"Long Gone Days" tiene lugar en la tierra durante el tiempo presente, en un país no oficial llamado El núcleo, cuya ubicación exacta se desconoce. En este lugar, todos los individuos son entrenados desde el nacimiento para su trabajo, para que puedan convertirse en expertos cuando se conviertan en adultos. El personaje principal de la historia, Rourke, es un francotirador militar que nunca ha visitado la superficie. Fue elegido como reemplazo de última hora de una operación para ayudar a las Fuerzas Armadas Polacas en Kaliningrado, sin mucho tiempo para revisar el informe.
Durante esta misión, después de que el jugador elimina los objetivos que se les asignó para disparar, Rourke descubre que todos ellos eran civiles, su escuadrón le revela que es una operación de bandera falsa. Rourke está conmocionado por la revelación, y por el hecho de que a nadie en su escuadrón parece importarle el crimen de guerra que están cometiendo, y sin pensarlo mucho, finalmente decide desertar. Intrigado por el resultado, Adair decide seguir a Rourke.
Aprovechando su especialidad militar en operaciones, Adair informa una enfermedad falsa que requiere transferir a Rourke al hospital de campaña más cercano, usando esto como una excusa para escapar. A pesar de que caminan en la dirección opuesta a sus dos bases en Kaliningrado, su plan se descubre rápidamente cuando son vistos por aviones de combate no tripulados y soldados de una base cercana de la que no se les informó, por lo tanto, darse cuenta de la operación es mucho más grande de lo que se les informó.
La demostración termina con Rourke y Adair siendo perseguidos por sus propios aliados, ya que se han convertido en desertores y enemigos de El núcleo, mientras tratan de procesar qué van a hacer con sus vidas a partir de ahora.

## Jugabilidad
Long Gone Days  es un juego de rol con elementos de novela visual. Presenta un combate tradicional basado en turnos, que le permite al jugador seleccionar a qué parte del cuerpo del enemigo apuntar. Los personajes dependen de la moral. Esta estadística puede aumentarse o reducirse según las elecciones que el jugador elija durante los diálogos dentro y fuera de las batallas, y afecta la actuación de cada miembro del grupo en la batalla. Si su moral llega a cero, el personaje pierde su voluntad de luchar.
Además de los combates por turnos, el juego también presenta un modo de francotirador en primera persona.
Como la historia está ambientada en el mundo real, los NPC hablarán en su idioma original según el país en el que estén los personajes. El jugador puede reclutar intérpretes para comprar en tiendas y completar misiones.

## Desarrollo
La idea del juego fue formada en el año 2003 por Camila Gormaz como un proyecto en el motor RPG Maker 2000, pero no fue hasta el 2015 que el desarrollo del demo comenzó.
El 11 de julio de 2016, Gormaz lanzó una campaña de micromecenazgo en el sitio web Indiegogo. La campaña alcanzó su objetivo el 11 de agosto de 2016, y finalizó con US $ 21,300 recaudados por 567 personas. Según el desarrollador, el juego tendrá una duración de 8 a 10 horas y tendrá dos finales diferentes.

## Críticas
El demo de Long Gone Days recibió críticas abrumadoramente positivas de parte de los críticos, apreciando sobre todo el estilo de arte y la historia. Recibió un puntaje de 4.7 / 5 en Game Jolt.
Los críticos elogiaron el enfoque del juego en el uso de intérpretes, Maddi Chilton de Kill Screen comento "No solo agregan realismo a un juego que trata con militares internacionales, sino que traen a la poner de relieve algo que la gente a menudo olvida: no son solo los soldados que disparan armas las que son cruciales para una guerra".